# 프레드 뵈레 룬베르그
프레드 뵈레 룬베르그(노르웨이어: Fred Børre Lundberg, 1969년 12월 25일~)는 노르웨이의 전직 노르딕 복합 선수이다. 1992년 동계 올림픽 단체전 은메달과 1994년 동계 올림픽 15km 개인전 금메달과 단체전 은메달을 획득했으며 1998년 동계 올림픽에서 단체전 금메달을 획득했다. 또한 세계 선수권 대회에서 금메달 3개, 은메달 3개를 획득했고 월드컵에서 종합 우승 2회(1991)를 달성했다.